# Yulia Yáñez Schmidt
Yulia Yáñez Schmidt (* 1989 in Köln) ist eine deutsche Schauspielerin.

## Leben
Yáñez Schmidt wurde 1989 in Köln geboren, wo sie auch aufwuchs. Neben Deutsch spricht sie Englisch, Französisch und Spanisch. Sie studierte Kulturwissenschaften in Hildesheim und Köln. Nach ihrem Abitur wollte sie das Schauspiel studieren. Aufgrund ihrer Beinprothese passte sie allerdings nicht in die „genormte deutsche Theaterlandschaft“. 2019 begann sie schließlich eine Schauspielausbildung am Schauspiel Wuppertal, die sie 2022 beendete.
Ab 2009 begann Yáñez Schmidt in ersten Theaterstücken mitzuspielen. Unter der Regie des Künstlerpaares Signa wirkte sie in den Stücken Germania Song, Saló, Die Hundsprozesse, Ventestedet, Söhne & Söhne und Wir Hunde / Us Dogs auf verschiedenen Bühnen mit. Von 2022 bis 2023 gehörte sie dem Ensemble des Düsseldorfer Schauspielhauses an. Sie war in der Dokumentation Spielen oder nicht spielen zu sehen, dass in der Spielzeit 2022/23 im Theater Münster gezeigt wurde.
2024 gab sie im Fernsehfilm Servus, Euer Ehren – Endlich Richterin in der Rolle der Sarah Heckler ihr Filmschauspieldebüt. Der Fernsehfilm wurde am 4. Oktober 2024 auf Das Erste ausgestrahlt. Seit demselben Jahr stellt sie in der Fernsehserie SOKO Köln die Rolle der Rechtsmedizinerin Dr. Pilar Westphal dar.

## Filmografie (Auswahl)
- 2024: Servus, Euer Ehren – Endlich Richterin (Fernsehfilm)
- seit 2024: SOKO Köln (Fernsehserie)

## Hörspiele (Auswahl)
- 2004: Ida Vos: Weiße Schwäne – schwarze Schwäne (4 Teile) (Nellie) – Regie: Claudia Johanna Leist (Hörspielbearbeitung, Kinderhörspiel – WDR)[7]

## Theater (Auswahl)
- 2009: Germania Song, Regie: Signa, Centraltheater
- 2009: Saló, Regie: Signa, Theater REPUBLIQUE Kopenhagen
- 2011: Die Hundsprozesse, Regie: Signa, Schauspiel Köln
- 2014: Ventestedet, Regie: Signa, Theater REPUBLIQUE Kopenhagen
- 2015: Söhne & Söhne, Regie: Signa, Deutsches Schauspielhaus Hamburg
- 2016: Wir Hunde / Us Dogs, Regie: Signa, Volkstheater Wien / Wiener Festwochen
- 2020: Draußen vor der Tür, Regie: Bardia Rousta, Schauspiel Wuppertal
- 2020: Die Weber, Regie: Martin Kindervater, Schauspiel Wuppertal
- 2020: Robin Hood, Regie: Henner Kallmeyer, Schauspiel Wuppertal
- 2021: Schneewittchen, Regie: Henner Kallmeyer, Schauspiel Wuppertal
- 2022: Ex. Mögen die Mitspieler platzen, Regie: Jenke Nordalm, Schauspiel Wuppertal
- 2022: Die Drei Schwestern, Regie: Henri Hüster, Schauspiel Wuppertal
- 2022–2023: Wenn Wolken wachsen, Regie: Emel Aydoğdu, Düsseldorfer Schauspielhaus
- 2022–2023: Robin Hood, Regie: David Bösch, Düsseldorfer Schauspielhaus
- 2023: K wie Kafka, Regie: Gregory Caers, Düsseldorfer Schauspielhaus
- 2023: Das Mädchen, das den Mond trank, Regie: Jan Gehler, Düsseldorfer Schauspielhaus
- 2023: Time To Shine, Regie: Takao Baba, Düsseldorfer Schauspielhaus